# Zübeyde Hanım

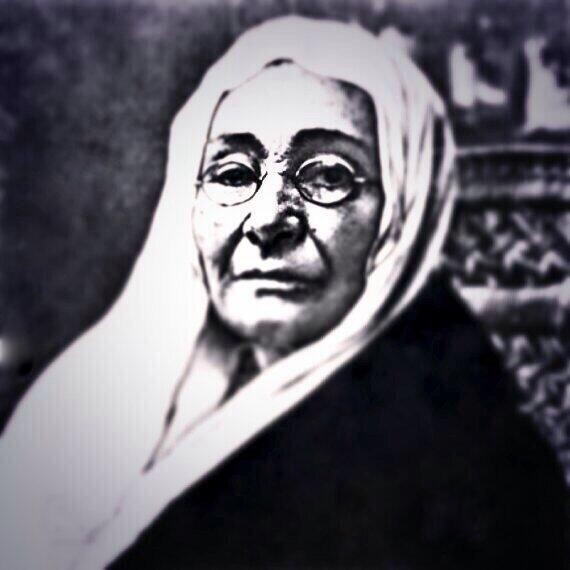
Zübeyde Hanım (1922)

Zübeyde Hanım, född 1857 i Grekland, Thessaloniki, död 14 januari 1924 i Izmir, dotter till Sofuzade Feyzullah Ağa och hustru till Ali Rıza Efendi samt mor till Kemal Atatürk.

## Biografi
Zübeyde Hanims utbildning var basal och bestod av skrivande och läsande. Detta ansågs som mer än tillräckligt eftersom grundidén att "flickor inte behöver läsa" kvarstod i Grekland vid denna tid.
Zübeyde Hanım var en hängiven muslim och hon gick till en islamisk skola och lärde sig Koranen.
Hon var gift två gånger, första gången med Ali Rıza Efendi. Zübeyde Hanim var cirka 20 år yngre än denne. Deras första barn var Fatma, Ömer och Ahmet, som alla dog i barndomen.